# 夢回帰線 (アルバム)
『夢回帰線』（ゆめかいきせん）は、シンガーソングライターさだまさしの1987年7月25日発表のソロ12枚目のオリジナル・アルバムである。

## 概要
「音楽の世界旅行」と銘打ち、世界各地を題材にした楽曲で構成されている。1990年には続編の『夢回帰線II』が制作されている。

## 解説

### アナログA面
（）内は歌の舞台（はっきりと分かるもののみ）
1. バニヤン樹に白い月 〜LAHAINA SUNSET〜 (マウイ島・ラハイナ)
リゾート地での解放感、恋を描いた作品。
かつてさだはマウイ島をたびたび訪れ、「ラハイナ・サウンド・スタジオ」でレコーディングも行っていた。2023年8月にハワイ・マウイ島山火事でラハイナの町が焼失した際に、さだは「故郷を失った気がして呆然としています。寂しいです。悲しいです」「マウイ島の山火事で、ハワイ最古の首都ラハイナが燃え、すっかり消え去ってしまいました。被害者の数の多さに胸が塞ぎます。心からお見舞い申し上げます。合掌」とインスタグラムでコメントしている[1]。
2. 6ヶ月の遅刻 〜マリナ・デル・レイ〜（ロサンゼルス近郊マリナ・デル・レイ）
アルバム『ADVANTAGE』（1985年）収録の「渚にて」のライナー・ノートを基にした楽曲。舞台は北米最大のヨットハーバー「マリナ・デル・レイ」。「長崎BREEZE」（『自分症候群』収録）へのアンサーソング。
3. pineapple hill (マウイ島)
恋人と別れ、別の男性と結婚する女性の心理と思い出を描いた曲。
4. シ バス パラ チリ 〜もしチリへ行くなら〜 (チリ・パタゴニア地方)
オリジナルはチト・ファロー（Chito Faró、1915年4月8日〜1986年4月28日）が1942年に作詞・作曲した　"Si vas para Chile"。チリでは非常に有名な歌である。さだが愛読していたチリの旅行書『シ バス パラ チリ』（新井良子著、1977年、日智協会）に触発されてカヴァーしたもの。故郷を離れた男性の、いまだに忘れることの出来ない故郷と恋人への気持ちを伝えて欲しいと願う心理を表現した曲である。クレジットには作詩さだまさしと表記されているが、原曲の歌詞を意訳したものである。
5. 男は大きな河になれ 〜モルダウより〜
映画『次郎物語』主題歌。曲はベドルジハ・スメタナの連作交響詩『わが祖国』の第2曲「モルダウ（ヴルタヴァ）」の主題である。映画全体のテーマにこの曲を選んだために、これを上回る自作を作るのは無理だと判断し、「不遜は承知」でスメタナの曲に詩を添え、旋律を日本風に改変する形をとることにしたもの。

### アナログB面
1. 時差 (タイムラグ) 〜蒼空に25¢〜
「シ バス パラ チリ」収録時に石川鷹彦、吉川忠英らのギタリストが集結していたため「記念になる」と急遽製作された。モチーフは「大陸横断特急で恋人を迎えに行く」。
2. 回転木馬
離婚した男が、一日だけ娘と一緒に会った日を描いた作品。間奏部分にフベンティーノ・ローサス作曲のワルツ「波濤を越えて」の旋律が引用されている[2]。
3. 東京 (羽田空港)
空港での別れを、東京出身の恋人と別れて帰郷する男の立場から描いた作品。
4. 風に立つライオン (ナイロビ)
アフリカで医療活動に従事する日本人医師が、かつての恋人の結婚報告に対する返事を書く、という形で人の生と死、日本への疑問を描いた作品。実在の医師である宮崎医科大学の柴田紘一郎（後に県立日南病院の院長）の若き日をモデルにしている。コンサートのエンディングに使われることも多い。1990年の第41回NHK紅白歌合戦出場曲。後にシングル・カットされた。12インチ・シングル盤としてリリースされ、カップリング曲は2曲（「道（はないちもんめ）」と「遠い祭」）収録された。やや遅れてCDシングルとしてもリリースされたが、こちらのカップリング曲は『うつろひ』収録の「黄昏迄」であった。沢知恵がアルバム『いいうたいろいろ2』の中でカバーしている。後の2013年にさだ自身の手で小説化され、2015年には三池崇史監督・大沢たかお主演で映画化された。なお、同映画では新たに録音しなおしたバージョンが使用されている。

- 以下の作品以外は全て作詩[3]・作曲：さだまさし
  - 「シ バス パラ チリ」作曲：FARO CHITO
  - 「男は大きな河になれ」作曲：ベドルジハ・スメタナ、補作曲：さだまさし
  - 「風に立つライオン」間奏・エンディングに「アメイジング・グレイス」が使用されている。
- 編曲
  - 「シ バス パラ チリ」「時差」：石川鷹彦、「pineapple hill」は編曲なし。それ以外は渡辺俊幸
  - アナログ盤では6曲目「時差」以降がB面。

## 収録曲

### LP / CT
| 全作詞・作曲: さだまさし（特記以外）、全編曲: 渡辺俊幸（特記以外）。 |                                                                                         |                        |                        |      |
| #                                                                    | タイトル                                                                                | 作詞                   | 作曲・編曲             | 時間 |
| 1.                                                                   | 「バニヤン樹に白い月 〜LAHAINA SUNSET〜」                                               | さだまさし（特記以外） | さだまさし（特記以外） | 6:19 |
| 2.                                                                   | 「6ヶ月の遅刻 〜マリナ・デル・レイ〜」                                                  | さだまさし（特記以外） | さだまさし（特記以外） | 6:22 |
| 3.                                                                   | 「pineapple hill」                                                                      | さだまさし（特記以外） | さだまさし（特記以外） | 5:21 |
| 4.                                                                   | 「シ バス パラ チリ 〜もしチリへ行くなら〜」(作曲: FARO CHITO、編曲: 石川鷹彦)          | さだまさし（特記以外） | さだまさし（特記以外） | 2:54 |
| 5.                                                                   | 「男は大きな河になれ 〜モルダウより〜」(作曲: ベドルジハ・スメタナ、補作曲: さだまさし) | さだまさし（特記以外） | さだまさし（特記以外） | 4:53 |
| 合計時間:                                                            | 合計時間:                                                                               | 25:49                  |                        |      |

| 全作詞・作曲: さだまさし、全編曲: 渡辺俊幸（特記以外）。 |                                                     |            |            |      |
| #                                                        | タイトル                                            | 作詞       | 作曲・編曲 | 時間 |
| 1.                                                       | 「時差 (タイムラグ) 〜蒼空に25¢〜」(編曲: 石川鷹彦) | さだまさし | さだまさし | 4:14 |
| 2.                                                       | 「回転木馬」                                        | さだまさし | さだまさし | 5:04 |
| 3.                                                       | 「東京」                                            | さだまさし | さだまさし | 5:21 |
| 4.                                                       | 「風に立つライオン」                                | さだまさし | さだまさし | 8:52 |
| 合計時間:                                                | 合計時間:                                           | 23:31      |            |      |

## 参加した主なミュージシャン
- アコースティックギター：石川鷹彦、吉川忠英、安田裕美、坂元昭二
- エレクトリックギター：松原正樹、今剛
- ピアノ：渡辺俊幸
- マリンバ：宅間久善
- ストリングス：篠崎ストリングス

ほか